# George Biguzzi
George Biguzzi SX, auch Giorgio Biguzzi, (* 4. Februar 1936 in Calisese, Cesena; † 1. Juli 2024 in Parma) war ein italienischer Ordensgeistlicher und römisch-katholischer Bischof von Makeni in Sierra Leone.

## Leben
George Biguzzi besuchte von 1942 bis 1947 die Grundschule in Calisese sowie am Kleinen Seminar in Cesena von 1947 bis 1950 die Mittelschule und von 1950 bis 1952 das Gymnasium. Von 1952 bis 1956 folgte das Liceo Classico und das theologische Propädeutikum am regionalen Priesterseminar in Bologna. Am 29. September 1956 trat Biguzzi der Ordensgemeinschaft der Xaverianer-Missionare bei und absolvierte das Noviziat in San Pietro in Vincoli. Nachdem er am 19. Oktober 1957 die erste Profess abgelegt hatte, studierte er von 1957 bis 1960 Katholische Theologie in Parma. Am 16. Oktober 1960 legte er in Parma die ewige Profess ab und empfing durch den Erzbischof von Otranto, Gaetano Pollio PIME, das Sakrament der Priesterweihe.
Nach der Priesterweihe war Biguzzi zunächst in der Xaverianer-Kommunität in Udine tätig, bevor er 1962 in die USA entsandt wurde. Nachdem er einige Monate in Petersham die englische Sprache erlernt hatte, fungierte er von 1962 bis 1969 als Vizerektor der Xaverianer-Kommunität in Franklin und als Provinzialrat. Daneben erwarb er 1969 nach weiterführenden Studien an der Marquette University in Milwaukee mit der Arbeit An application of Lewin’s learning psychology to the study of religious conversion („Eine Anwendung der Lewin’schen Lernpsychologie auf die Untersuchung der religiösen Konversion“) einen Master of Arts im Fach Pädagogik. Von 1970 bis 1974 war er Rektor der Xaverianer-Kommunität in Holliston und Novizenmeister. Anschließend wirkte Biguzzi in Sierra Leone. Dort war er von 1975 bis 1977 Rektor des Kleinen Seminars des Bistums Makeni und Vize-Provinzial der Ordensprovinz Sierra Leone der Xaverianer-Missionare. Von 1977 bis 1983 fungierte er als Provinzial. 1983 nahm er als Delegat am elften Generalkapitel seiner Ordensgemeinschaft teil. Nachdem Biguzzi 1984 kurzzeitig Pfarrer in Lungi gewesen war, kehrte er im selben Jahr nach Italien zurück und wurde Novizenmeister der Xaverianer-Missionare in Ancona.
Papst Johannes Paul II. ernannte ihn am 17. November 1986 zum Bischof von Makeni. Die Bischofsweihe spendete ihm der Papst persönlich am 6. Januar 1987 im Petersdom; Mitkonsekratoren waren Kurienerzbischof Eduardo Martínez Somalo, Substitut des Staatssekretariates, und Kurienerzbischof José Tomás Sánchez, Sekretär der Kongregation für die Evangelisierung der Völker. Zudem fungierte Biguzzi von 1998 bis 2001 und von 2004 bis 2010 als Präsident der Interterritorialen katholischen Bischofskonferenz von Gambia und Sierra Leone (ITCABIC).
Biguzzi engagierte sich besonders für die infolge des Bürgerkriegs in Sierra Leone Vertriebenen und setzte sich nach dem Staatsstreich von 1997 für die Freilassung und Unterstützung der ehemaligen Kindersoldaten ein. Ab dem 25. Mai 1999 gehörte er dem Interreligiösen Rat von Sierra Leone an, der zwischen der Regierung Sierra Leones und der aufständischen Revolutionary United Front vermitteln sollte. Im Oktober 1999 wurde Biguzzi zusammen mit zwei Priestern und einigen Entwicklungshelfern für mehrere Tage entführt. Später wirkte er als Vermittler bei der Aushandlung des Friedensabkommens vom Juli 2003 zwischen der Regierung Sierra Leones und der Revolutionary United Front mit.
Am 7. Januar 2012 nahm Papst Benedikt XVI. das von George Biguzzi aus Altersgründen vorgebrachte Rücktrittsgesuch an. 2013 kehrte Biguzzi nach Italien zurück, wo er zunächst als Seelsorger in Brescia wirkte. Später war er Rektor der Xaverianer-Kommunität in San Pietro in Vincoli (2018–2021) und Seelsorger in der dortigen Pfarrei (2017–2023). Anschließend lebte er ein Jahr im Seniorenheim Fraternità San Lorenzo in San Pietro in Vincoli und ab April 2024 schließlich im Mutterhaus seiner Ordensgemeinschaft in Parma. Im Juli 2024 starb Biguzzi im Alter von 88 Jahren in einem Krankenhaus in Parma.